# Dekpunt

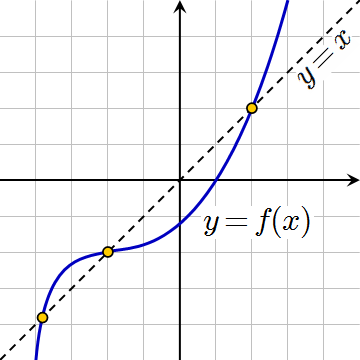
Functie met drie dekpunten

In de wiskunde is een dekpunt, fixpunt of vast punt van een functie een argument dat op zichzelf wordt afgebeeld. Als de functie  {\displaystyle f\colon V\to V} de verzameling {\displaystyle V} in zichzelf afbeeldt is het element  {\displaystyle x} een dekpunt van {\displaystyle f} als {\displaystyle f(x)=x}. Als de functie bijvoorbeeld een rotatie in twee dimensies is, dan is het rotatiepunt een dekpunt.
Van de reële functie
{\displaystyle f(x)=x^{2}-3x+4}
is 2 een dekpunt van {\displaystyle f}, aangezien {\displaystyle f(2)=2}.
Niet alle functies hebben dekpunten: stel dat {\displaystyle f} de op de reële getallen gedefinieerde functie {\displaystyle f(x)=x+1} is, dan kan deze functie geen dekpunten hebben, aangezien {\displaystyle x} voor geen enkel reëel getal gelijk kan zijn aan {\displaystyle x+1}. In grafische termen kan men zich het dekpunt voorstellen als het punt {\displaystyle (x,f(x))} op de lijn {\displaystyle y=x} of in andere woorden het snijpunt van de grafiek van {\displaystyle f} en de lijn {\displaystyle y=x}. In het voorbeeld {\displaystyle f(x)=x+1} zijn de grafiek van de functie en de lijn {\displaystyle y=x} evenwijdige lijnen.
Punten die na een eindig aantal toepassingen van de functie terugkeren op de uitgangswaarde, staan bekend als periodieke punten, een dekpunt wordt meteen op zichzelf afgebeeld.

## Vinden van dekpunten

Dekpuntiteratie

Een dekpunt is een oplossing van de vergelijking {\displaystyle f(x)=x}.
Een andere manier om iteratief een dekpunt te vinden is een beginwaarde {\displaystyle x_{0}} te kiezen en vervolgens de iteratie {\displaystyle x_{n+1}=f(x_{n})} toe te passen. Dus {\displaystyle x_{1}=f(x_{0}),\ \ x_{2}=f(x_{1}),\ \ldots \ } enzovoort. Als de rij {\displaystyle (x_{n})} convergeert is dat naar een dekpunt. 
De rij zal convergeren als aan de volgende eisen is voldaan:
- De functie is gedefinieerd op een gesloten interval {\displaystyle I}, en {\displaystyle f(x)\in I} als {\displaystyle x\in I}.
- Er is een positief getal {\displaystyle r<1} zodat voor iedere {\displaystyle u,v\in I} geldt dat {\displaystyle |f(u)-f(v)|<r|u-v|}.
- {\displaystyle g\in I}.

## Nut van dekpunten
Veel wiskundige problemen zijn te herleiden tot dekpuntproblemen. Beschouw als voorbeeld de algemene eerste orde differentiaalvergelijking 
{\displaystyle {\frac {\mathrm {d} f(x)}{\mathrm {d} x}}=g(x,f(x))}
met beginvoorwaarde {\displaystyle f(a)=y_{0}}. Hierbij is {\displaystyle g:[a,b]\times \mathbb {R} \to \mathbb {R} } een continue functie. Deze differentiaalvergelijking met beginvoorwaardeintegraalvergelijking is gelijkwaardig met de volgende integraalvergelijking: 
{\displaystyle f(x)=y_{0}+\int _{a}^{x}g(t,f(t))\,\mathrm {d} t}
want als een oplossing {\displaystyle f} hieraan voldoet, is 
{\displaystyle {\frac {\mathrm {d} f(x)}{\mathrm {d} x}}=g(x,f(x))} en {\displaystyle f(a)=y_{0}}
Zij {\displaystyle C=C[a,b]} de verzameling van continue functies op {\displaystyle [a,b]} en de afbeelding {\displaystyle U:C\to C} gedefinieerd door
{\displaystyle (Uf)(x)=y_{0}+\int _{a}^{x}g(t,f(t))\ \mathrm {d} t}
Als {\displaystyle U} een dekpunt {\displaystyle f\in C} heeft, dan is {\displaystyle f} een oplossing van de differentiaalvergelijking met beginvoorwaarde.
Een uitgewerkt voorbeeld staat bij de contractiestelling van Banach.

## Dekpuntstellingen
- Dekpuntstelling van Brouwer
- Dekpuntstelling van Caristi
- Contractiestelling van Banach